# Tungipara
Tungipara is een plaats in Bangladesh. De plaats ligt in het district Gopalganj en telt ongeveer 6000 inwoners.
Voormalig president sheik Mujibur Rahman komt hiervandaan.

## Geboren
- Mujibur Rahman (1920-1975), president van Bangladesh
- Hasina Wajed (1947) premier van Bangladesh (1996-2001, 2009-2024)